# Санкт-Леонгард-ім-Пітцталь
Санкт-Леонгард-ім-Пітцталь (нім. St. Leonhard im Pitztal) —  громада округу Імст у землі Тіроль, Австрія.
Санкт-Леонард-ім-Пітцталь лежить на висоті 1366 м над рівнем моря і займає площу 223,4 км². Громада налічує 1466 мешканців. 
Густота населення 7/км².  
|                                                     |
| Санкт-Леонгард-ім-Пітцталь на мапі округу та землі. |

 Адреса управління громади: Nr. 115, 6481 St. Leonhard im Pitztal. 

## Демографія
Історична динаміка населення міста за даними сайту Statistik Austria

## Виноски
1. ↑  Dauersiedlungsraum der Gemeinden Politischen Bezirke und Bundesländer - Gebietsstand 1.1.2018 — Статистичне управління Австрії.
2. ↑  Einwohnerzahl 1.1.2018 nach Gemeinden mit Status, Gebietsstand 1.1.2018 — Статистичне управління Австрії.
3. ↑  www.st-leonhard.tirol.gv.at
4. ↑  Gemeindedaten von St. Leonhard im Pitztal

| Австрія | Це незавершена стаття з географії Австрії. Ви можете допомогти проєкту, виправивши або дописавши її. |